# RGBW
RGBW (сокр. от англ. red, green, blue, white — красный, зелёный, синий, белый) — разновидность массивов цветных фильтров, применяемых в светочувствительных матрицах. Имеет 4 различных типа детекторов, причём «белые» фотодиоды матрицы не накрыты светофильтрами.
CFAK-матрица (сокр. от англ. color-filter array Kodak) — название RGBW-матриц, производимых фирмой Kodak.

## Три варианта RGBW фильтров
Компания Kodak представила три варианта фотосенсоров.

## Отличия от традиционного фильтра Байера
В традиционных сенсорах используются ячейки RGB с тремя типами светочувствительных элементов — «красный», «зелёный» и «синий», — накрытых соответствующими светофильтрами. При этом, в общем случае около 2/3 светового потока поглощается этими фильтрами.
В сенсорах RGBW добавлен четвёртый тип фотодиодов, «белых», без фильтров. Эти ячейки принимают весь видимый спектр света. Сенсоры, изготовленные по технологии RGBW, содержащие до половины «белых» фотодиодов, позволяют сократить потери света примерно на половину, то есть с 2/3 до 1/3. Поэтому сенсоры, изготовленные по новой технологии, обладают лучшим соотношением сигнал—шум на тех же значениях ISO.
В условиях при освещении осветительной аппаратурой с узким спектром излучения, в условиях вечернего, ночного освещения в сенсорах с фильтром Байера задействованы преимущественно фотодиоды только с одним типом светофильтров. Например, если превалирует красная часть спектра, то эффективно будут работать только «красные» — четверть всех ячеек. В то же время в сенсорах RGBW на красное освещение будет эффективно реагировать 5/8 от общего числа светочувствительных ячеек, (1/8 — «красные» и 1/2 — «белые» в доле от общего их числа).
Это приводит к повышению как монохроматической чувствительности матрицы, так и к улучшению разрешающей способности в таких условиях.
В силу наличия «белых» пикселей и уменьшения влияния паттерна Байера, в сенсорах RGBW следует ожидать уменьшения муара и увеличения фотографической широты.
К недостаткам сенсоров RGBW в режиме работы в нормальных световых условиях относятся неизбежные потери мелких цветовых деталей, пришедшихся на «неудачный» участок. Например, на сенсорах есть области размером 2×2 пикселя, состоящие только из «белых» и «синих» детекторов. В этих областях невозможно выделить цвет изображения по оси «красный—зелёный». При точном же или примерном совпадении тонкой цветной линии с одним из «выделенных направлений» в матрице, она может даже совсем пропасть из виду или приобрести пунктирность.